# Шандор Егереши
Шандор Егереши (мађ. Egeresi Sándor; Бачка Топола, 25. јун 1964 — 5. септембар 2021) био је српски политичар мађарске националности, посланик у Скупштини АП Војводине и председник Скупштине АП Војводине.
На функцију председника Скупштине АП Војводине изабран је 16. јула 2008. године, као посланик Савеза војвођанских Мађара и вршио је до 22. јуна 2012. године.
Преминуо је 2021. године у 58 години.